# Chen Qian (Tres Regnes)
En aquest nom xinès, el cognom és Chen.
Chen Qian va ser un general militar de l'estat de Cao Wei durant el període dels Tres Regnes de la història xinesa, ell continuaria la seva carrera militar a la Dinastia Jin amb el títol de general de brigada. Va ser fill Chen Jiao, un oficial administratiu que va servir sota Cao Cao i la dinastia Cao Wei.
Durant la revolta de Zhuge Dan, ell va ser el segon al comandament de l'avantguarda de Wang Ji, que comptava amb un exèrcit de 260.000 homes. Contribueix a la sufocació de la revolta, i batalla els exèrcits de Wu Oriental amb èxit. Gràcies a açò seria nomenat com el "General que Pacifica l'Orient".
Més tard durant la Dinastia Jin ell és nomenat general de cavalleria i cisternes (general de brigada).